# ألان أ. براون
ألان أ. براون (بالمجرية: Braun Andor) هو اقتصادي مجري، ولد في 20 مارس 1928، وتوفي في 22 مارس 2010.